# 種子島恵時
種子島 恵時（たねがしま しげとき）は、戦国時代の武将。種子島氏第13代当主。

## 生涯
文亀3年（1503年）、第12代当主・忠時の子として生まれる。
恵時が家督を継承する頃、薩摩国は島津勝久とその養子である島津貴久との間で分裂しており、この抗争で恵時は貴久方に加勢し、天文7年（1538年）の加世田城攻めや天文8年（1539年）の市来城攻めなどで武功を大いに挙げている。しかし、南北朝時代より種子島の実権をめぐって争っていた禰寝氏との対立がこの頃激化。弟である種子島時述との対立を禰寝氏に付け込まれ禰寝清年（もしくは禰寝重長）との戦いに敗れ、一時的に屋久島に逃れることになった。この争いは天文13年（1543年）に恵時が禰寝氏を攻め種子島・屋久島から駆逐することで一時的に決着をみた。
これと前後して天文13年（1543年）に鉄砲が種子島に伝来。『鉄炮記』などこの事項を示す文書には主に子の時尭が登場していることから、この前後に時尭に家督を譲っていたと考えられている。
永禄10年（1567年）3月14日に死去。享年65。